# Гейвуд (округ, Теннессі)
Шаблон:StateAbbr_ 35°35′ пн. ш. 89°17′ зх. д. / 35.58° пн. ш. 89.29° зх. д.
Округ  Гейвуд (англ. Haywood County) — округ (графство) у штаті  Теннессі, США. Ідентифікатор округу 47075.

## Історія
Округ утворений 1823 року.

## Демографія
За даними перепису 2000 року загальне населення округу становило 19797 осіб, зокрема міського населення було 10199, а сільського — 9598. Серед мешканців округу чоловіків було 9255, а жінок — 10542. В окрузі було 7558 домогосподарств, 5418 родин, які мешкали в 8086 будинках. Середній розмір родини становив 3,09.
Віковий розподіл населення поданий у таблиці:
| Стать    | До 15 років | 15-21 | 22-29 | 30-39 | 40-49 | 50-65 | 65-85 | Понад 85 |
| -------- | ----------- | ----- | ----- | ----- | ----- | ----- | ----- | -------- |
| Чоловіки | 2281        | 1046  | 901   | 1281  | 1383  | 1296  | 956   | 111      |
| Жінки    | 2210        | 996   | 1085  | 1423  | 1642  | 1518  | 1386  | 282      |

## Суміжні округи
- Крокетт — північ
- Медісон — схід
- Гардеман — південний схід
- Файєтт — південь
- Тіптон — захід
- Лодердейл — північний захід

## Виноски
1. ↑  U.S. Decennial Census. United States Census Bureau. Архів оригіналу за 26 квітня 2015. Процитовано 5 квітня 2015.
2. ↑  Historical Census Browser. University of Virginia Library. Архів оригіналу за 11 серпня 2012. Процитовано 5 квітня 2015.
3. ↑  Forstall, Richard L., ред. (27 березня 1995). Population of Counties by Decennial Census: 1900 to 1990. United States Census Bureau. Архів оригіналу за 21 лютого 2015. Процитовано 5 квітня 2015.
4. ↑  Census 2000 PHC-T-4. Ranking Tables for Counties: 1990 and 2000 (PDF). United States Census Bureau. 2 квітня 2001. Архів оригіналу (PDF) за 18 грудня 2014. Процитовано 5 квітня 2015.
5. ↑  State & County QuickFacts. United States Census Bureau. Архів оригіналу за 7 червня 2011. Процитовано 2 грудня 2013.(англ.) Наведено за англійською вікіпедією.
6. ↑  American FactFinder. Бюро перепису населення США. Архів оригіналу за 21 травня 2008. Процитовано 31 січня 2008.

| США | Це незавершена стаття з географії США. Ви можете допомогти проєкту, виправивши або дописавши її. |